# Ipf mit Blasenberg und Reimersbergle
Ipf mit Blasenberg und Reimersbergle ist die Bezeichnung eines seit 5. Dezember 1968 bestehenden Landschaftsschutzgebiets in Baden-Württemberg. Es ist 182 Hektar groß. Es erstreckt sich von Oberdorf am Ipf und Bopfingen im Osten bis nach Kirchheim am Ries im Osten. Es liegt im Bereich des Ipfs und des Blasienbergs. 